# وكلاء الأميرة
وكلاء الأميرة (بالصينية: 特工皇妃楚乔传) هو مسلسل تلفزيوني صيني بُثَّ على تلفزيون هونان عام 2017.

## روابط خارجية
- وكلاء الأميرة على موقع IMDb (الإنجليزية)
- وكلاء الأميرة على موقع نتفليكس (الإنجليزية)
- وكلاء الأميرة على موقع كينوبويسك (الروسية)
- وكلاء الأميرة على موقع قاعدة بيانات الفيلم (الإنجليزية)